# Paspalum malmeanum
Paspalum malmeanum är en gräsart som beskrevs av Erik Leonard Ekman. Paspalum malmeanum ingår i släktet tvillinghirser, och familjen gräs. Inga underarter finns listade i Catalogue of Life.